# Friedrich-Ebert-Allee (Bad Reichenhall)
Die Friedrich-Ebert-Allee ist eine Straße in der oberbayerischen Kurstadt Bad Reichenhall.

## Beschreibung
Die Friedrich-Ebert-Allee führt von der Bahnstrecke Bad Reichenhall–Berchtesgaden westlich des Kurgastzentrums entlang des Wittelsbachergartens und des Rupertusparks bis zur Rupertustherme. Von dort verläuft sie als Fuß- und Radweg unter der Loferer Straße (B 20/B 21) hindurch bis in die Saalachau und endet dort nach insgesamt 620 Metern beim Skaterplatz.
Die Friedrich-Ebert-Allee ist nach Friedrich Ebert benannt.

## Geschichte
Der nördliche Teil der Friedrich-Ebert-Allee hieß bis 1938 Stauffenstraße, der südliche Teil ab 1870 Gradirhausstraße und von 1920 bis in die 1930er Jahre Alfred-Nathan-Straße. Als im Zuge der Machtergreifung der Nationalsozialisten die Namen jüdischer Mitbürger aus dem Straßenbild entfernt wurden, wurde auch die nach dem Ehrenbürger Alfred Nathan benannte Straße in Friedrich-Ebert-Allee umbenannt. Nach dem Ende des Zweiten Weltkriegs wurde der Name beibehalten, erst einige Zeit später wurde die kleine Pfälzer Straße nach Nathan benannt. Diese befindet sich unweit der Friedrich-Ebert-Allee auf der anderen Seite des Rupertusparks zwischen Paepkestraße und Traunfeldstraße.
Beim Luftangriff auf Bad Reichenhall am 25. April 1945 wurden in der Friedrich-Ebert-Allee keine Schäden verzeichnet. Gut 200 Meter östlich in der Frühlingstraße und damit näher am Bahnhof, der eines der Angriffsziele der US-amerikanischen Bomber war, wurden unzählige Häuser zerstört.

## Nahverkehr
Die Friedrich-Ebert-Allee wird von den Stadtwerken Bad Reichenhall mit der Citybuslinie 4 angefahren, die Haltestelle befindet sich in der Nähe des Eingangs der Rupertustherme.

## Baudenkmäler
| Adresse                  | Name                    | Beschreibung | erbaut               | Lage | Bild |
| ------------------------ | ----------------------- | --- | -------------------- | ---- | ---- |
| Friedrich-Ebert-Allee 6  | Kurpension Villa Carola | Zweigeschossiger mehrgliedriger Bau mit Neurenaissance-Putzgliederung, Flachsatteldach, Belvedere-Türmchen und eisernen Balkons. | 1895                 | ▼    |      |
| Friedrich-Ebert-Allee 12 | Villa Rupertus          | Ehemalige Kurpension, dreigeschossiger Bau mit Mezzanin und Neurenaissance-Putzgliederung, Mittelrisalit mit Helmabschluss, Eisenbalkons. | Ende 19. Jahrhundert | ▼    |      |
| Friedrich-Ebert-Allee 14 | Villa Isolde            | Ehemalige Kurpension, zweigeschossiger Mansardwalmdachbau über hohem Sockelgeschoss, mit schmiedeeisernen Balkonen und Putzgliederung, seitlicher Risalit mit Schweifgiebel, in barockisierend-historistischer Formensprache, nach Plänen von Baumeister Anton Stramer. | 1899                 | ▼    |      |